# کالج سنت آنتونی، آکسفورد
کالج سنت آنتونی یکی از کالج‌های دانشگاه آکسفورد است. این کالج در سال ۱۹۵۰ با کمک مالی یک تاجر فرانسوی تأسیس شد. رشته‌های روابط بین‌الملل، اقتصاد، علوم سیاسی و مطالعات منطقه‌ای در این کالج تدریس می‌شود.

## نگارخانه

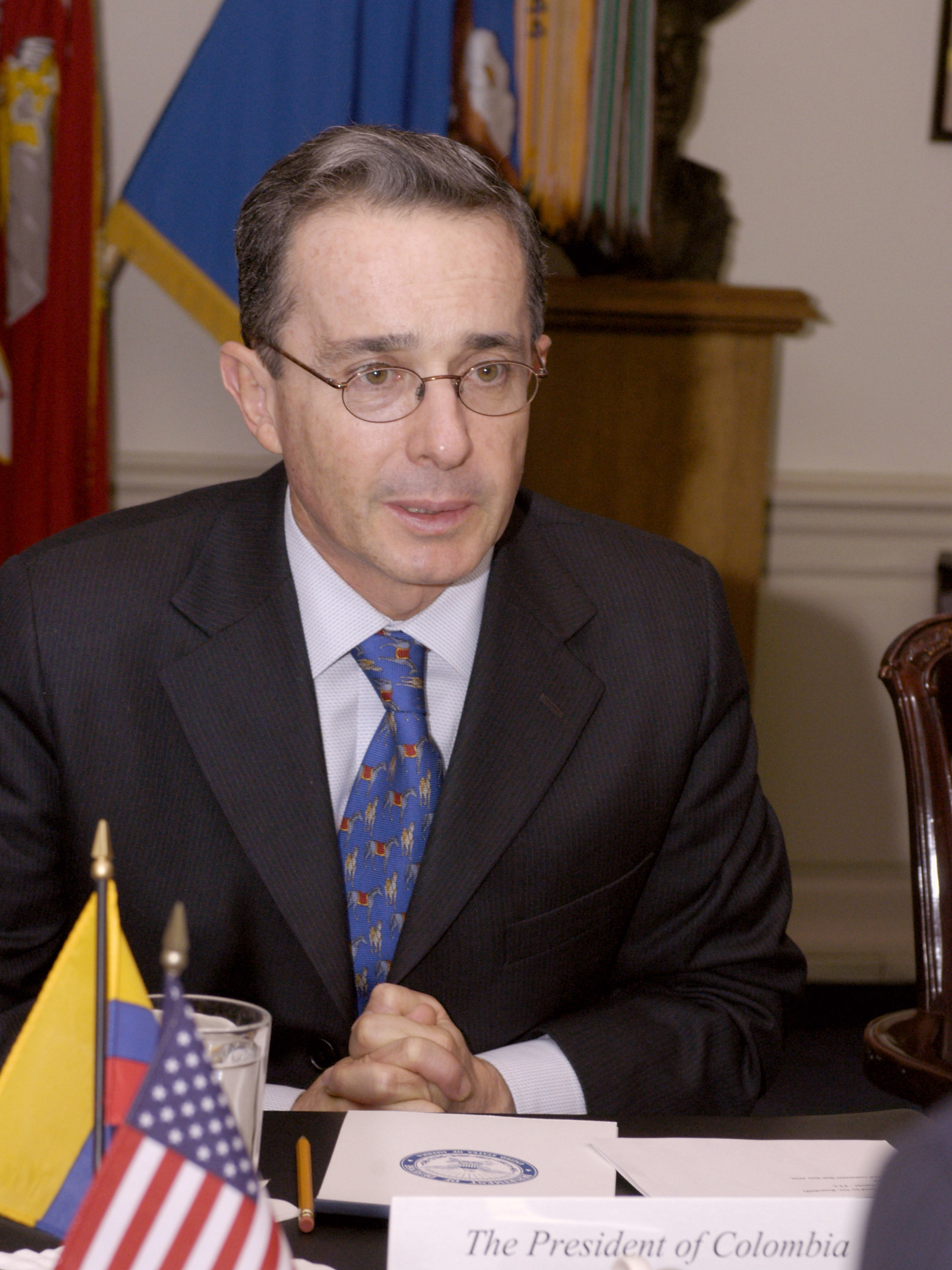
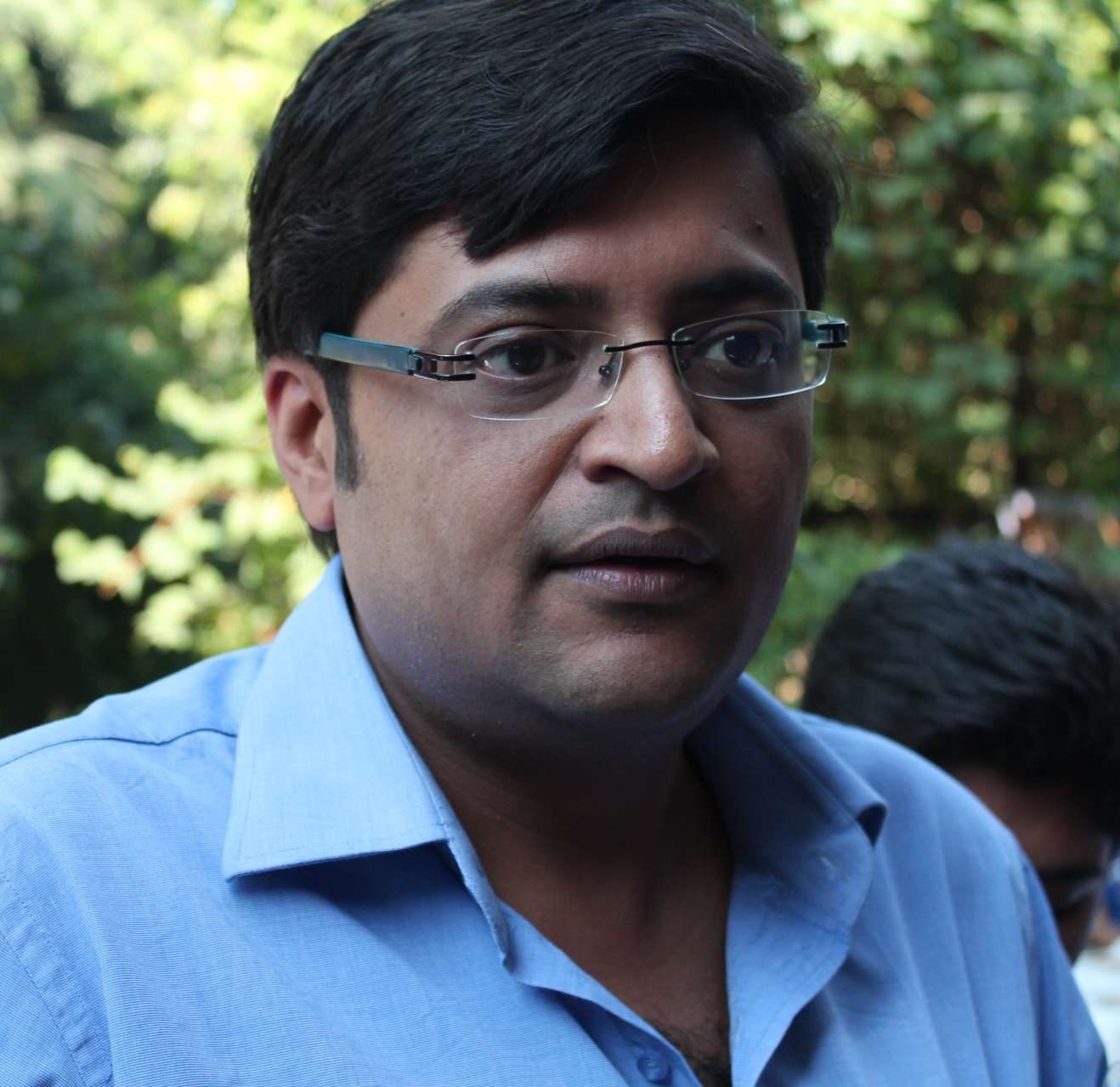
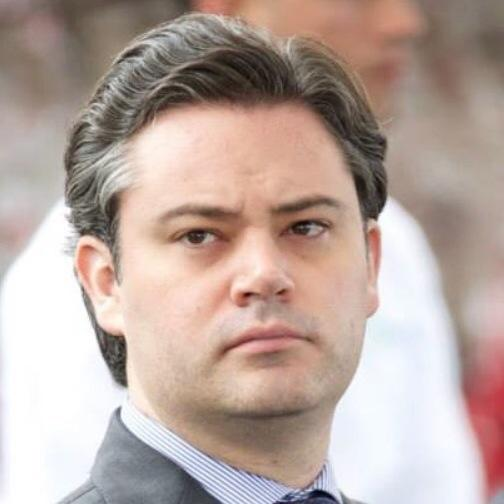
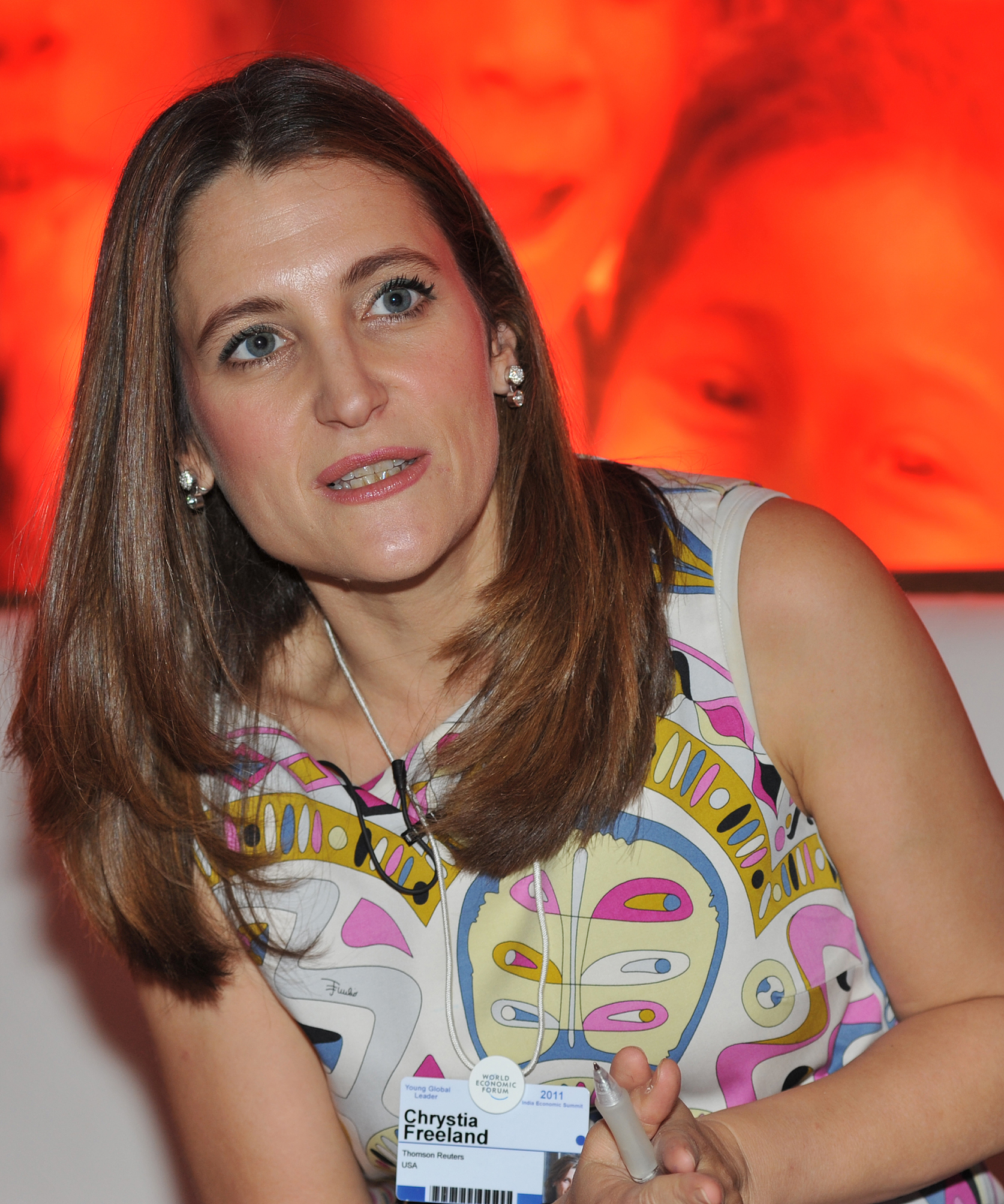
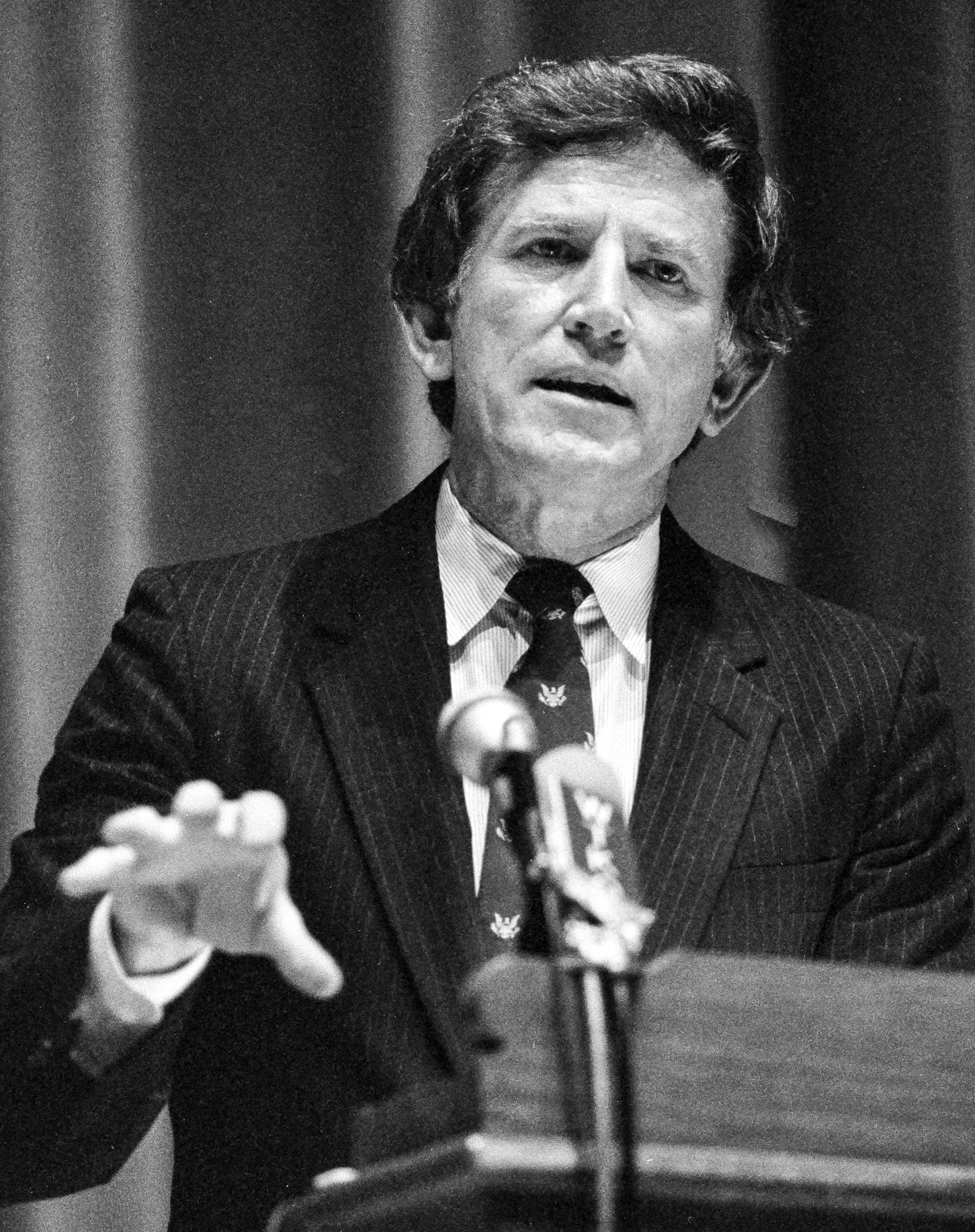
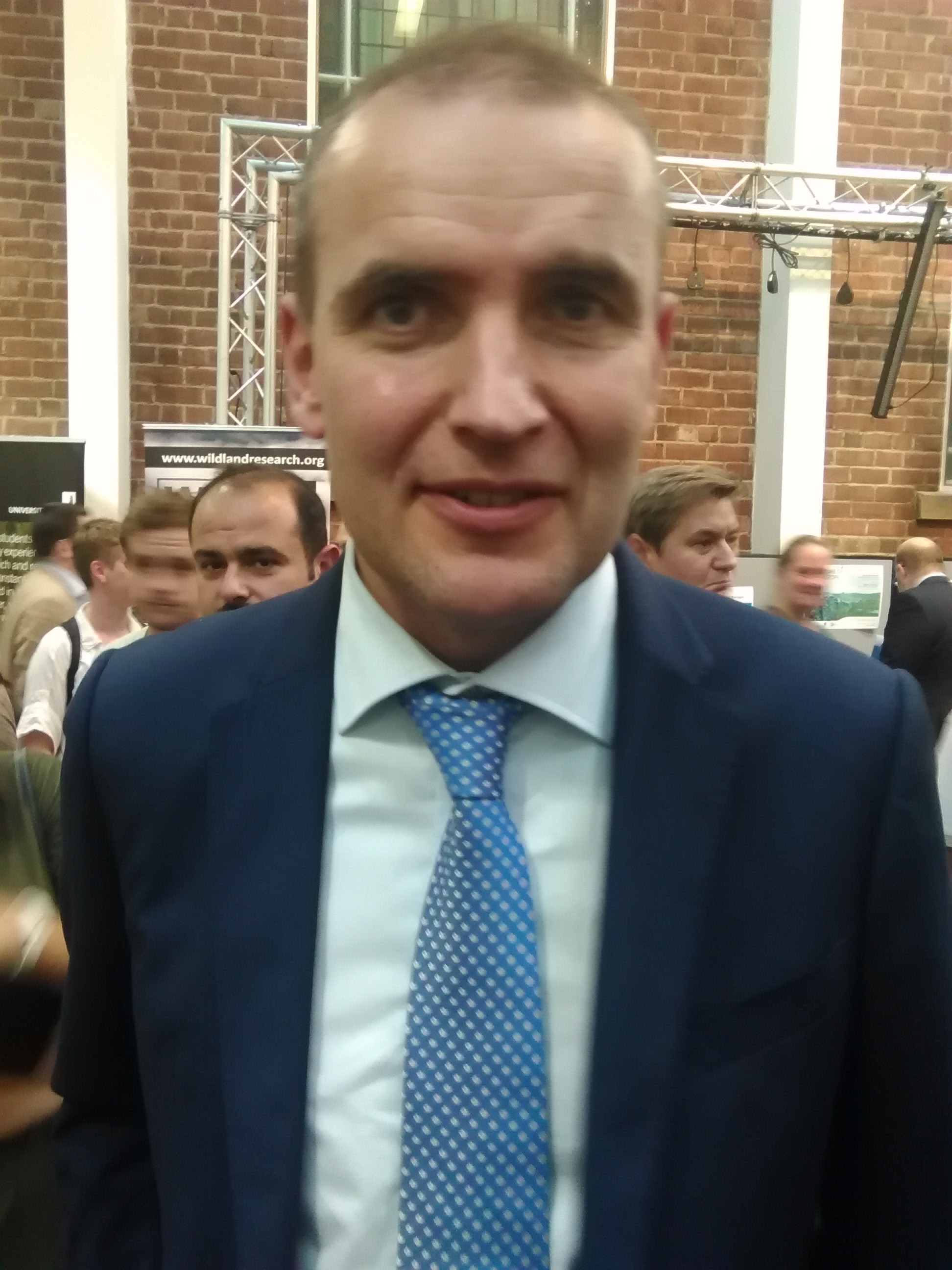
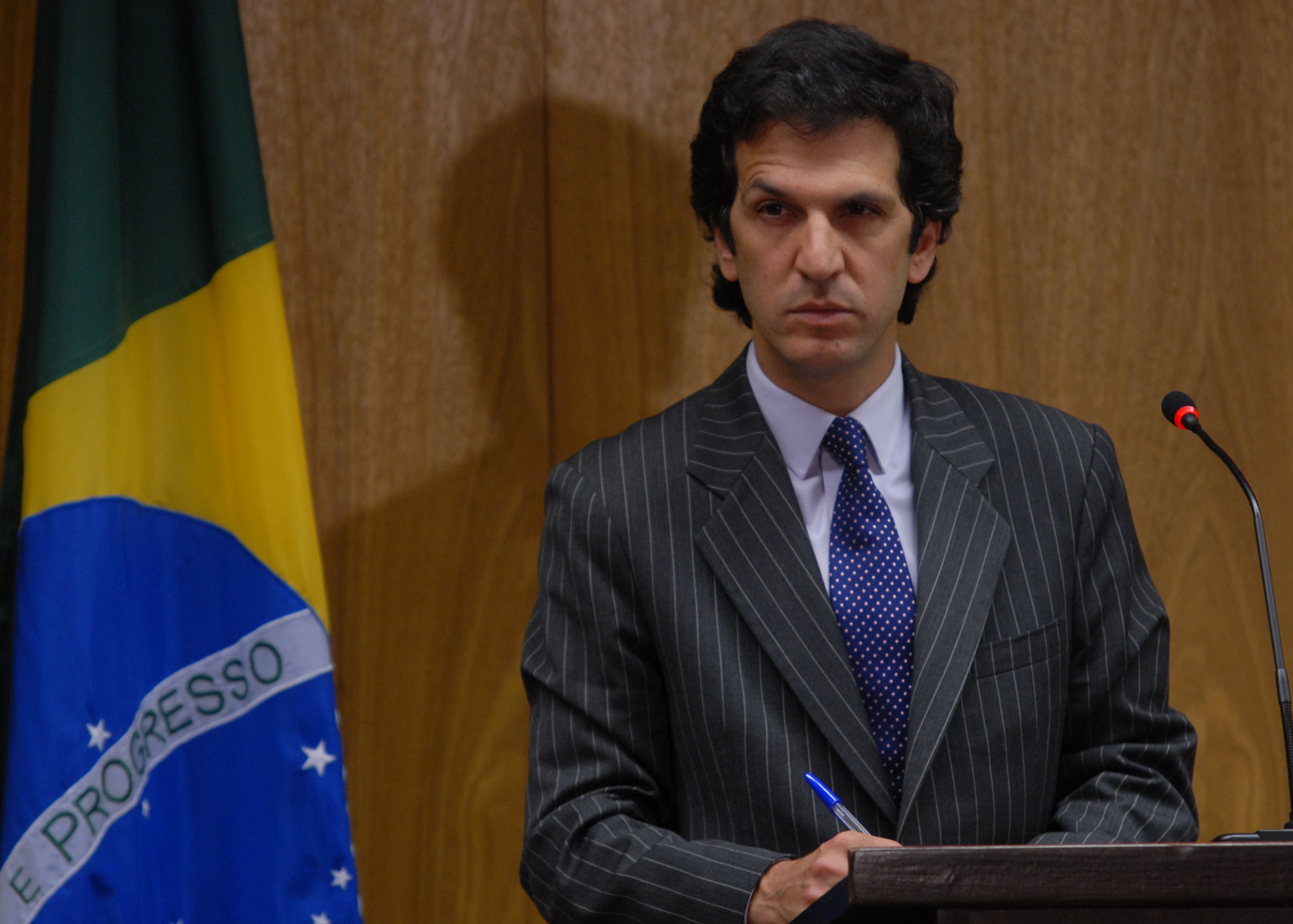
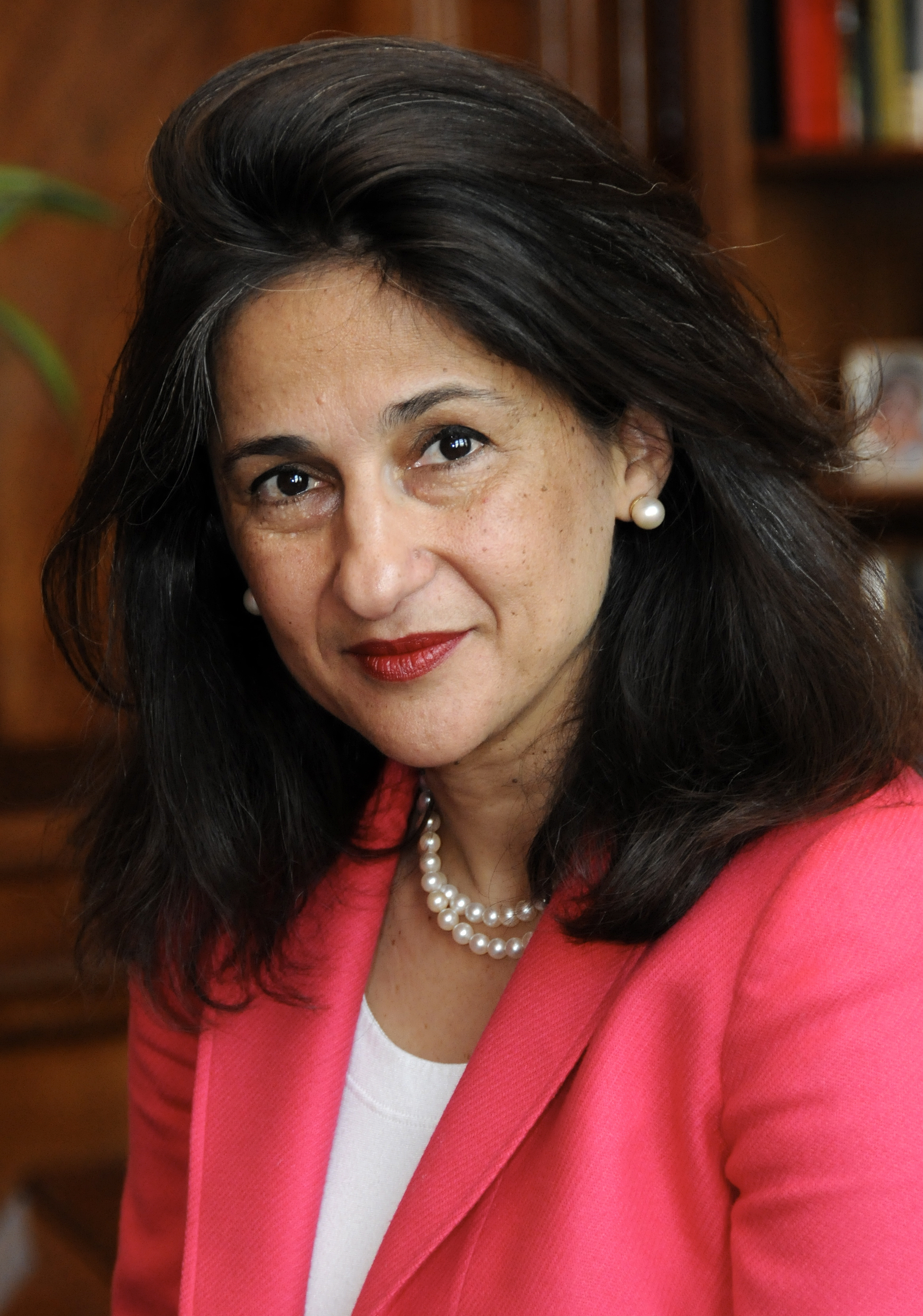
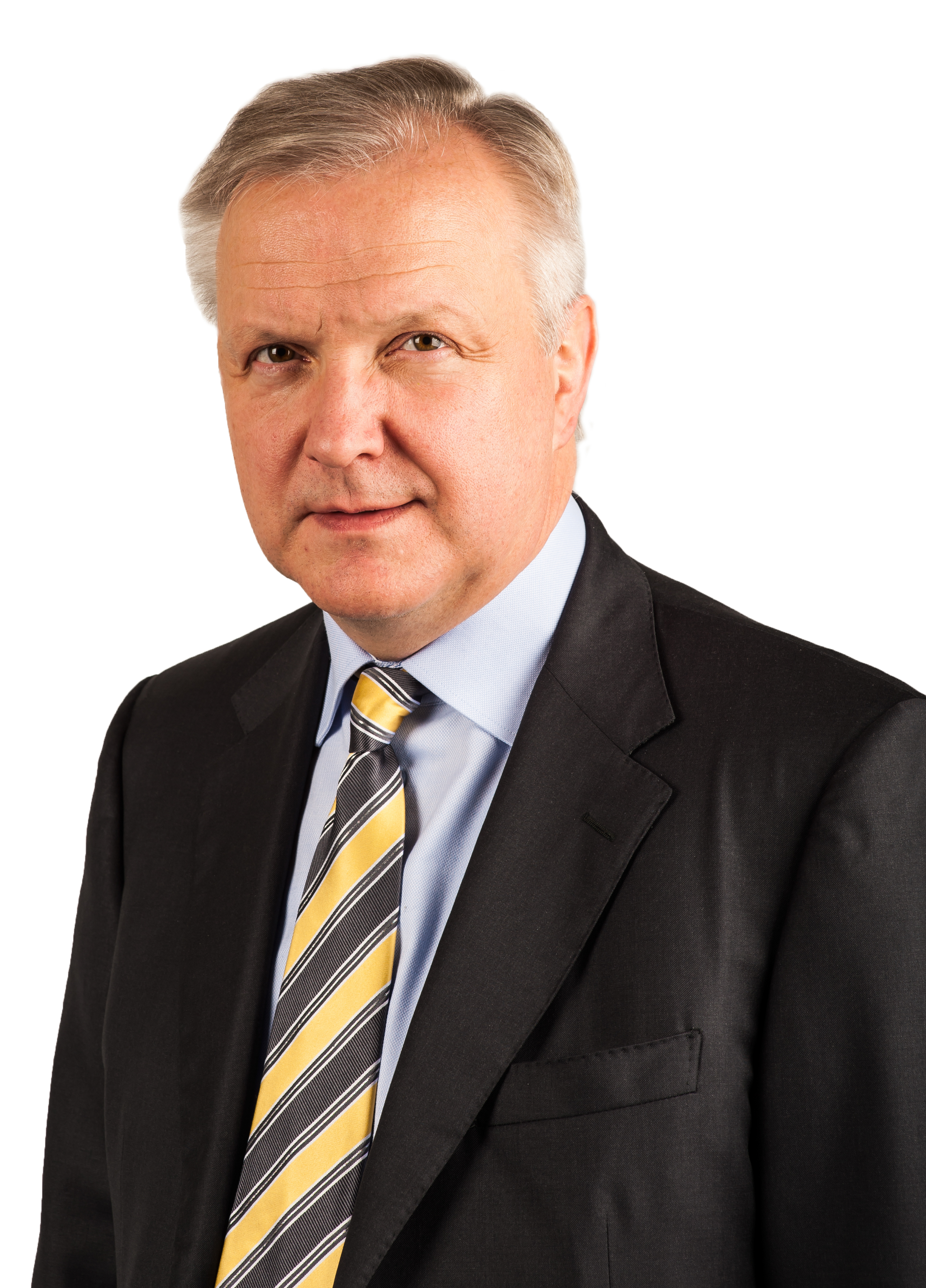
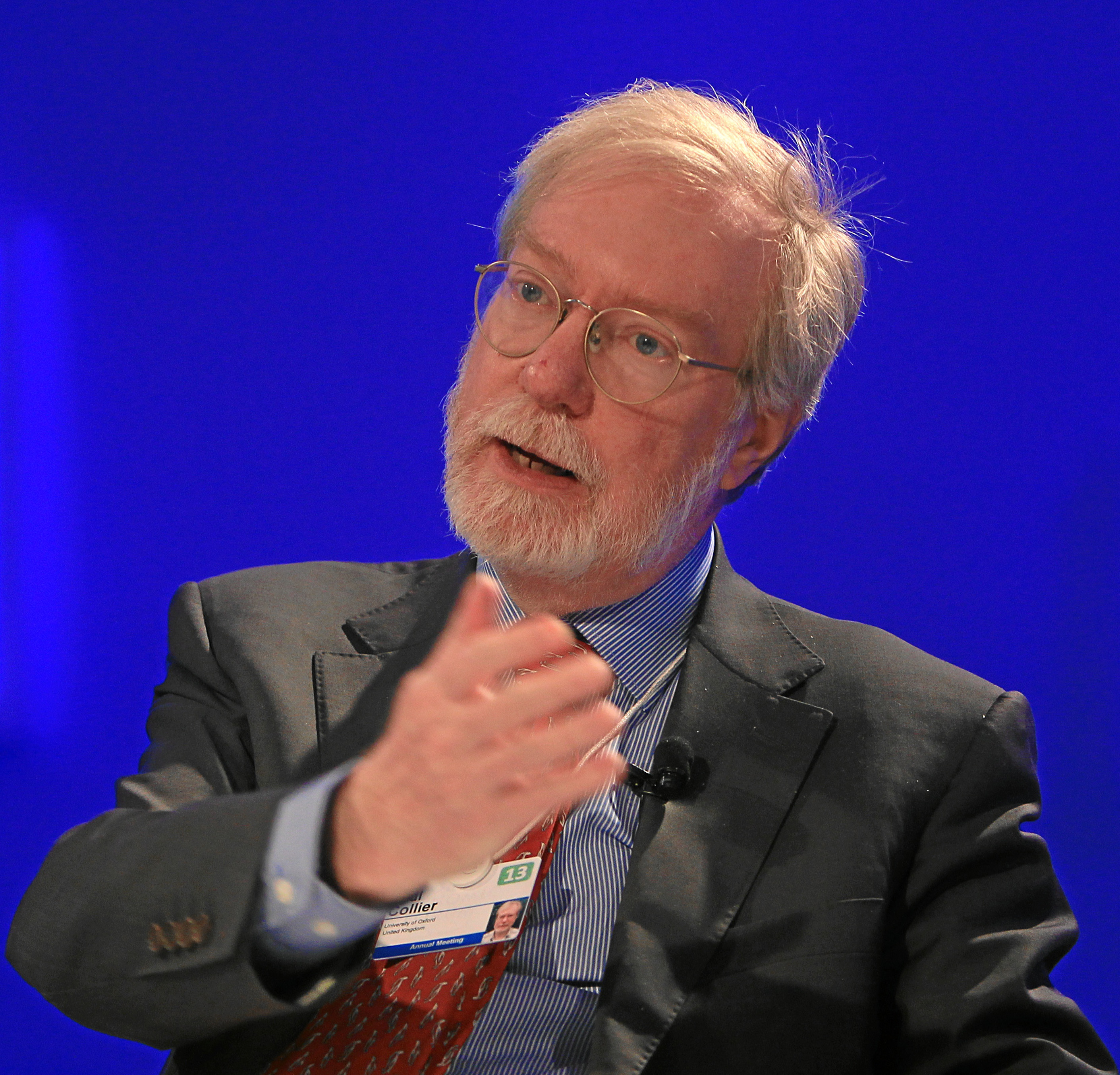
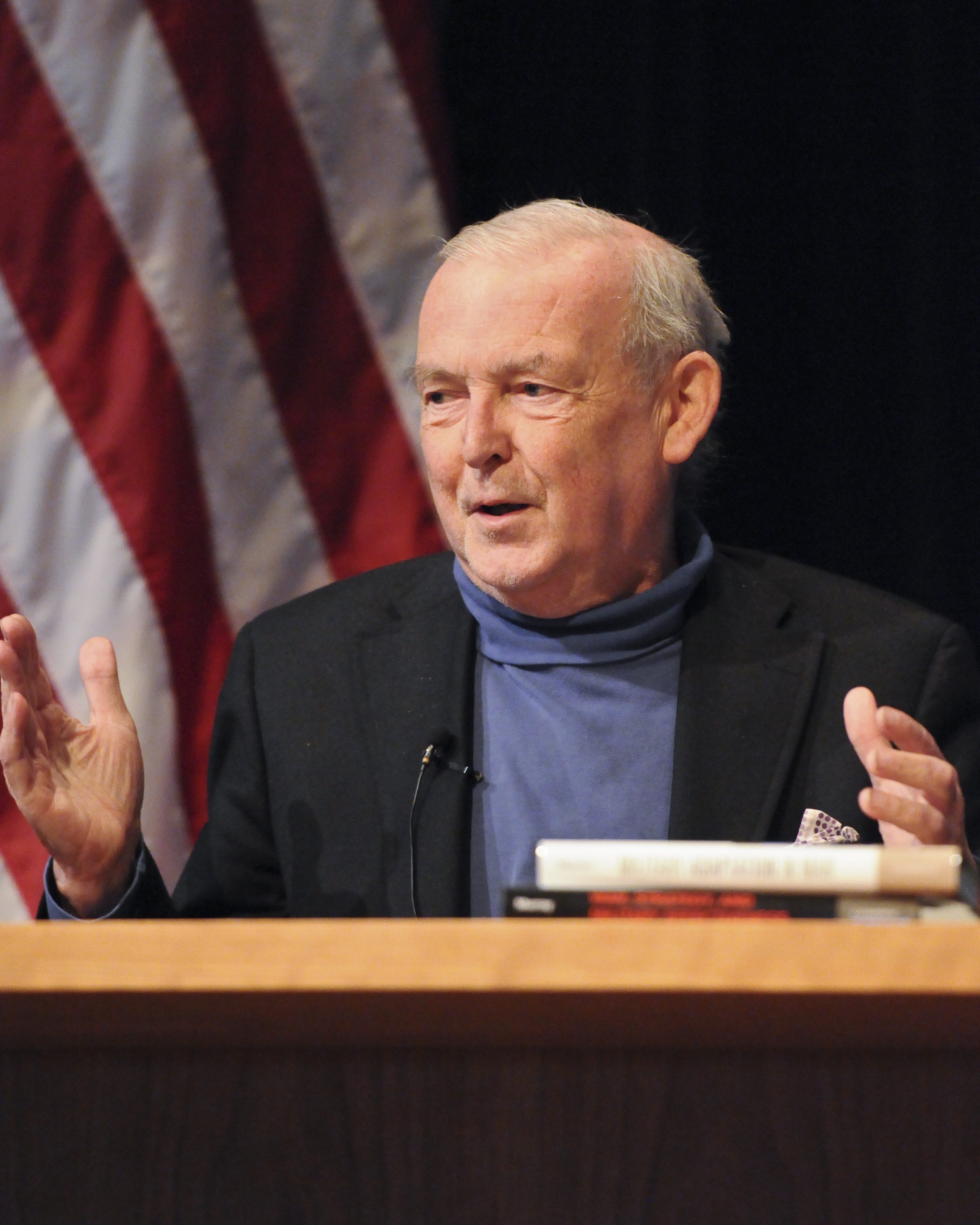
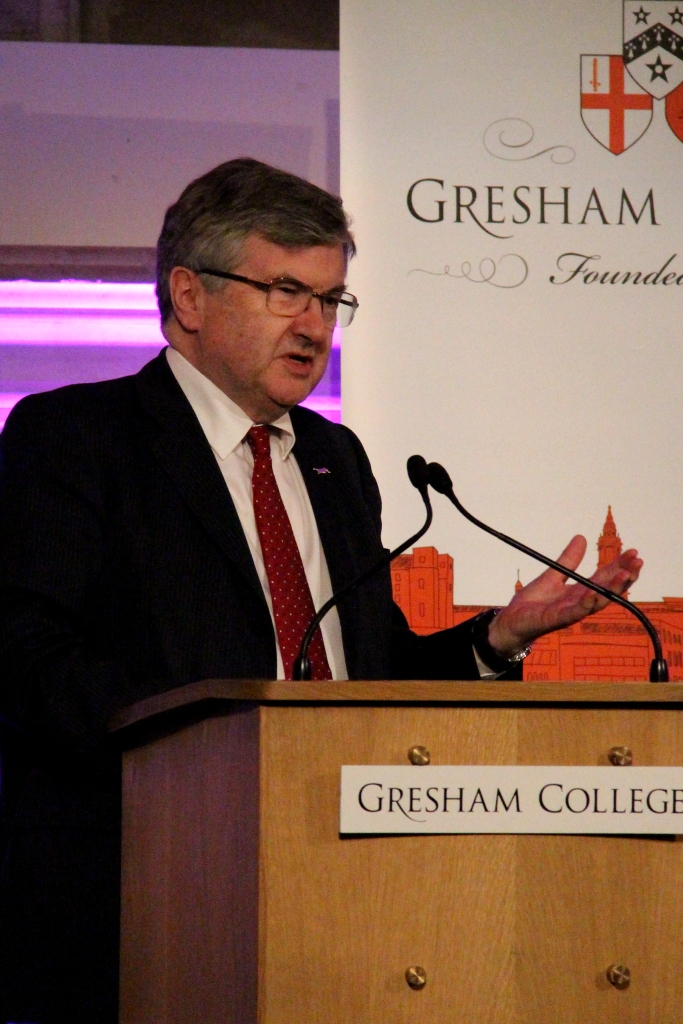
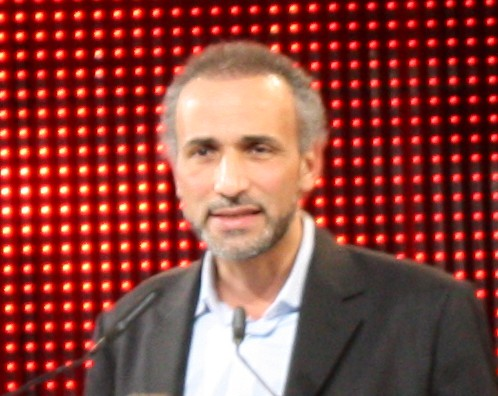
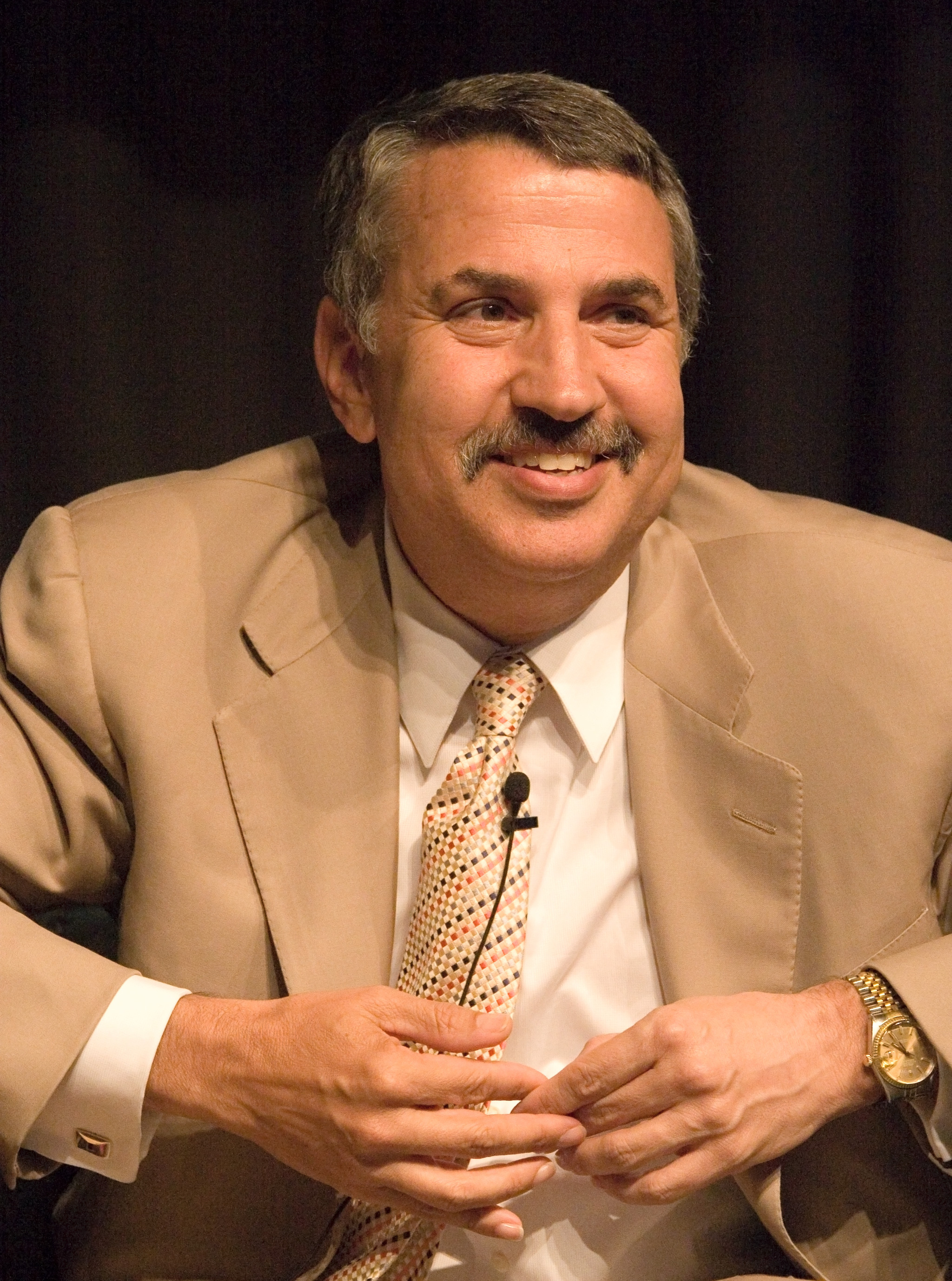
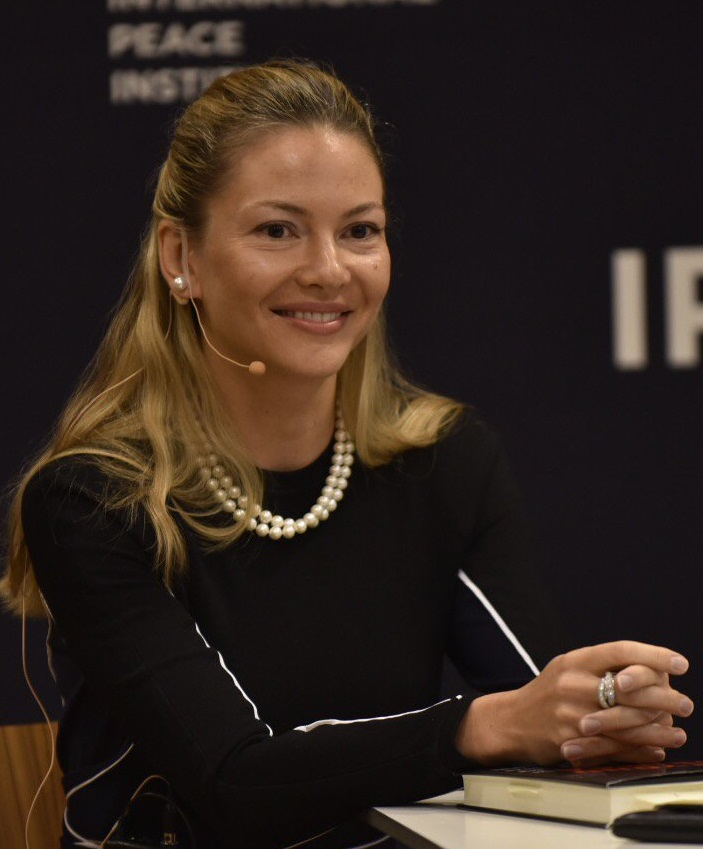